# Карлос Раш
Карлос Раш (на немски: Carlos Rasch) е германски писател на произведения в жанра научна фантастика и детска литература. Писал е и под псевдонима К. Арло С. (на немски: C. Arlo S.).

## Биография и творчество
Роден е на 6 април 1932 г. в Куритиба, Бразилия. През 1938 г. родителите му, които са от Източна Прусия и Магдебург, се завръщат в Германия, като от 1944 г. живеят в Елбльонг, после в Калбе и Кьотен. През 1951 г. той започва да работи като репортер и редактор в държавната информационна агенция на ГДР – ADN. От 1963 г. живее във Фалкензее, град близо до Берлин.
Започва да пише през 1960 г. Първият му роман „Asteroidenjäger“ (Ловци на астероиди) е публикуван през 1961 г. През 1970 г. той е екранизиран от ДЕФА и режисьора Готфрид Колдиц във филма „Сигнали – Космически приключения“. Известният му втори роман „Синята планета“ е издаден през 1963 г. От 1965 г. той се посвещава на писателската си кариера. Писателят не е политически удобен и затова публикува под псевдонима К. Арло С. и други. Преиздаден е през 80-те години под истинското си име. Произведенията му се публикуват предимно в ГДР и Източна Европа в над 1,5 милиона екземпляра.
Работи и като сценарист за сериала от ГДР – „Космически пилот“, който обаче не е филмиран поради значителна сложност. По него от 2006 г. писателят публикува едноименната си поредица.
В периода 1990-1997 г. работи за вестник „Маркише Алгемайне Цайтунг“ в Потсдам, където се пенсионира. Автор е на над 3000 статии, портрети и интервюта относно адаптирането на труда в Източна Германия към Федералната република.
Карлос Раш живее от 2000 г. със семейството си в Бризеланг.

## Произведения

### Самостоятелни романи
- Asteroidenjäger (1961)
- Der blaue Planet (1963)
Синята планета, изд.: „Народна култура“, София (1964), прев. Георги Георгиев
- Der Untergang der Astronautic (1963)
- Im Schatten der Tiefsee (1965)
- Die Umkehr der Meridian. Raumfahrterzählung aus dem Jahre 2232 (1966)
- Das unirdische Raumschiff (1967)
- Rekordflug im Jet-Orkan (1970)
- Krakentang (1972)
- Magma am Himmel (1975)
- Vikonda (1986)

### Серия „Космически пилот“ (Raumlotsen)
1. Zurück zum Erdenball (2009)
2. Orbitale Balance (2010)
3. Daheim auf Erden (2011)
4. Stern von Gea (2011)

### Детска литература
- Mobbi Weißbauch (1967)
- Der verlorene Glühstein (1988)

### Разкази
- Влюбените от станция „Лунни хълмове“, Die Verliebten von Luna Gor (1971)

### Екранизации
- 1970 „Signale – Ein Weltraumabenteuer“ – по романа „Asteroidenjäger“